# Kinvara

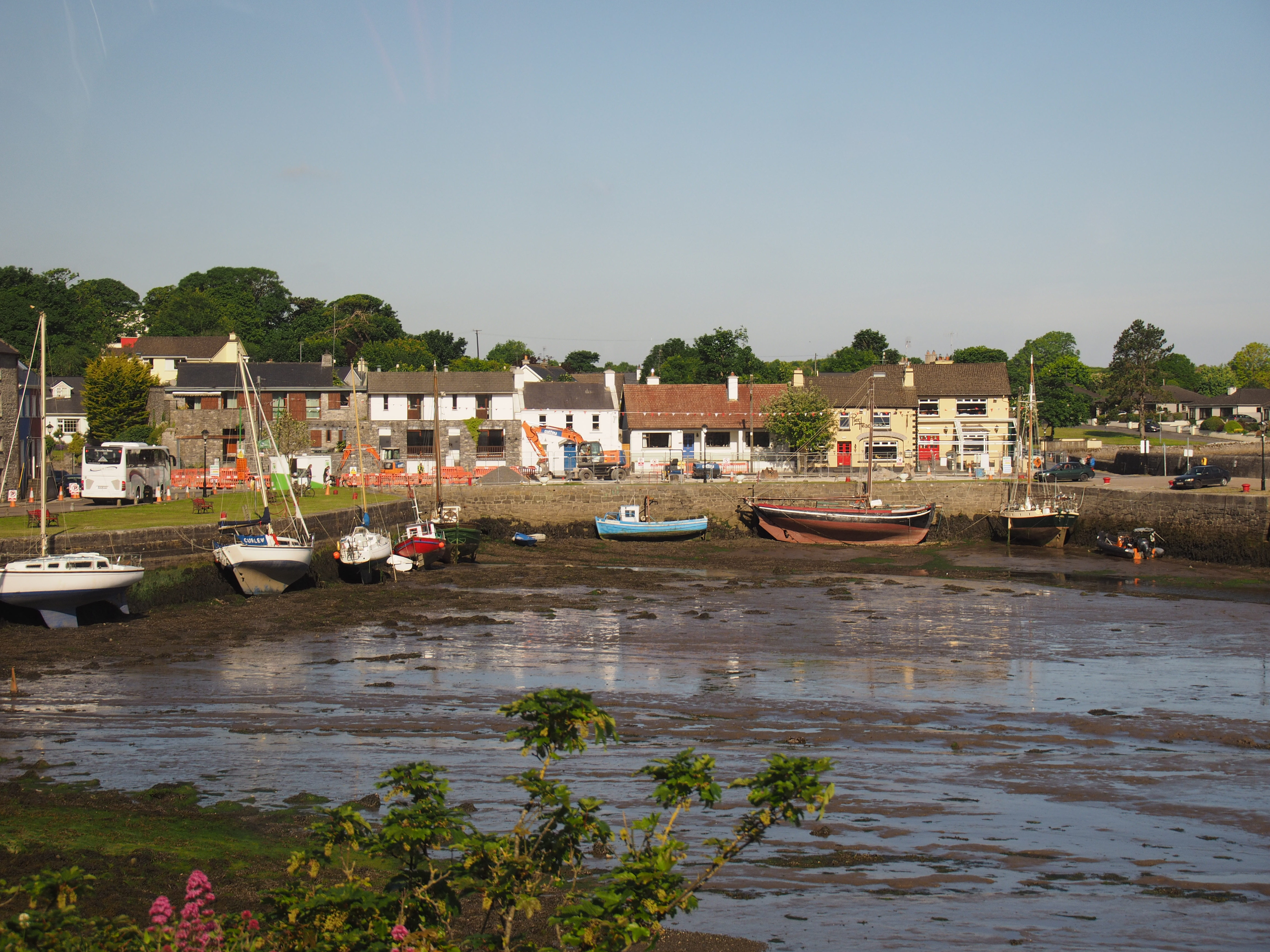
Hafen von Kinvara bei Ebbe

Kinvara (auch Kinvarra; irisch Cinn Mhara, was etwa Kopf des Meeres bedeutet) ist ein kleines Hafenstädtchen am Südrand des County Galway in der Provinz Connacht an der Galway Bay in Irland. Die Schreibweise mit einem r ist die gebräuchliche Form. Der Ort befindet sich westlich der Barony of Kiltartan nahe der Grenze zum Burren im County Clare.
Kinvara entstand um ein inzwischen vollständig zerstörtes, in der Nähe des Hafens erbautes  Towerhouse (Ó hEidhin). Hier befinden sich auch die Ruinen der mittelalterlichen Kirche St. Comam (Caimín) und des Hafens (O Hynes oder Ó hEidhin). Das Towerhouse des Hafenvorstehers (Dún Guaire) befindet sich östlich des Dorfes. Es wird vermutet, dass diese Gebäude auf oder nahe der Hauptresidenz (Ráth Dúrlais) von Guaire Aidhneach, dem 7. König von  Uí Fhiachrach Aidhne  und Connacht, erbaut wurde. Weiterhin wird vermutet, dass sich die Überreste von Ráth Dúrlais in einem eingefriedeten Grundstück auf der kleinen Halbinsel westlich des Dunguaire Castle befinden.
Am Anfang des 19. Jahrhunderts war in Kinvara die Terry Alt Agrarian Resistance-Bewegung aktiv. 1831 stellte sich aus dieser Bewegung eine große Streitmacht im Kampf gegen die britische Krone an der Grenze zwischen Kinvara, Oughtmama, Burren und County Clare zum Kampf auf, die sich jedoch beim herannahenden britischen Truppen auflöste.
Während der Great Famine zwischen 1840 und 1851 und weiterer Auswanderungswellen bis etwa um 1960 reduzierte sich die Bevölkerung der einst bedeutenden Exporthafenstadt (seinerzeit vor allem Mais- und Seegrasexporte) auf wenige hundert Einwohner. Etwa seit 1980 wächst die Bevölkerung wieder.
Während des Osteraufstands im Jahre 1916 fielen in Kinvara die ersten Schüsse. Der Vorfall ereignete sich vor dem Haus des Hilfspfarrers auf der Green Road, als die Royal Irish Constabulary versuchte, ihn und Mitglieder der Óglaigh na hÉireann zu verhaften.
In Kinvara finden jedes Jahr zwei Festivals statt: Fleadh na gCuach (auch bezeichnet als the cuckoo festival) Anfang Mai und Cruinniú na mBád (gathering of the boats) im August. Bei letzterem, dem größeren und länger dauernden Festival wird das traditionelle Seglerhandwerk vor allem der Galway Hooker gefeiert. Mit diesem Schiffstyp wurde insbesondere mit dem Gebiet westlich von Galway Handel getrieben. Da es in der Umgebung von Kinvara kein Moor gibt und da Torf zu dieser Zeit der wichtigste Energieträger war, musste dieser importiert werden, während im Gegenzug Gerste, Bauholz und Kalk exportiert werden konnten. Das Festival wurde das erste Mal im Jahr 1979 mit einer Reihe von Regatten und anderen Veranstaltungen am Hafen gefeiert. Das irische Musikfestival Fleadh na gCuach wird seit 1994 gefeiert und erinnert an das alte irische Festival von Beltane (1. Mai), welches den Sommeranfang in Irland markiert.

## Söhne und Töchter der Stadt
- Edmund Burke (1729–1797), irisch-britischer Schriftsteller, früher Theoretiker der philosophischen Disziplin der Ästhetik, Staatsphilosoph und Politiker in der Zeit der Aufklärung
- Francis A. Fahy (* 29. September 1854; † 1. April 1935), Liedermacher (The Ould Plaid), Dichter
- Celia Lynch (1908–1989), Politikerin
- Máire Whelan (* 1956), Richterin